# Profiles
Nick Mason második szólóalbuma, a Profiles 1985. július 29-én jelent meg. Az albumot a 10cc gitárosával, Rick Fennel készítette. Az album majdnem teljesen instrumentális , kivéve két számot: a Lie for Lie a Pink Floyd gitárosa és énekese David Gilmour, valamint Mike Oldfield '80-as évekbeli énekese Maggie Reilly közreműködésével készült; az Israel című dalban pedig az UFO Klub billentyűse, Danny Peyronel énekel.

## Számok
1. Malta (Fenn/Mason) – 6:00
2. Lie for a Lie (Fenn/Mason/Peyronel) – 3:16
3. Rhoda (Fenn/Mason) – 3:22
4. Profiles Part 1/Profiles Part 2 (Fenn/Mason) – 9:58
5. Israel (Fenn/Peyronel) – 3:30
6. And the Address (Fenn/Mason) – 2:45
7. Mumbo Jumbo (Fenn/Mason) – 3:53
8. Zip Code (Fenn/Mason) – 3:05
9. Black Ice (Fenn/Mason) – 3:37
10. At the End of the Day (Fenn/Mason) – 2:35
11. Profiles Part 3 (Fenn/Mason) – 1:55

## Közreműködők
- Nick Mason – Dob, ütős hangszerek, dalszerzés
- Rick Fenn – Gitár, dalszerzés
- Mel Collins – szaxofon az And The Address, a Mumbo Jumbo, és a Black Ice című dalokban.
- David Gilmour – Ének a Lie for a Lie című dalban.
- Maggie Reilly – Ének a Lie for a Lie című dalban.
- Danny Peyronel – Ének az Israel című dalban.
- Craig Pruess – Rézfúvós hangszer a Malta című dalban.